# Tony Tedeschi
Tony Tedeschi est un acteur de films pornographiques américain.

## Biographie
Avant d'entamer sa carrière d'acteur de films pornographiques, Tony Tedeschi a été deejay au Foxy Lady, un strip club de Providence.
Il y est repéré par Britt Morgan qui se produisait au même endroit, et réalise ses premières scènes avec elle en 1990.
Il est apparu dans plus de 1 200 films entre 1990 et 2006, et en a coréalisé un avec Bud Lee, Late Night Sessions With Tony Tedeschi (2004). Il a aussi joué dans le film Boogie Nights de Paul Thomas Anderson.
Il est membre de l'AVN Hall of Fame depuis 2003.

## Distinctions
- AVN Awards :
  - 1993 : Meilleur acteur dans un second rôle - Vidéo (Best Supporting Actor - Video) pour Smeers
  - 1997 : Meilleur acteur dans un second rôle - Film (Best Supporting Actor - Film) pour The Show
  - 1997 : Meilleur acteur dans un second rôle - Vidéo (Best Supporting Actor - Video) pour Silver Screen Confidential
  - 1997 : Meilleure scène de sexe de groupe (Best Group Sex Scene - Film) pour The Show (avec Christy Canyon, Vince Vouyer et Steven St. Croix)
  - 1999 : Meilleure scène de sexe anal (Best Anal Sex Scene) pour The Kiss (avec Chloe et Steve Hatcher)

## Filmographie sélective
- Big Wet Asses 4 (2004) (comme Tony T)
- Bra Busters (2004)
- Breakin' 'Em in 6 (2004)
- The 8th Sin (2004)
- Big Wet Asses 2 (2003) (comme Tony T)